# 야마나 요시미치

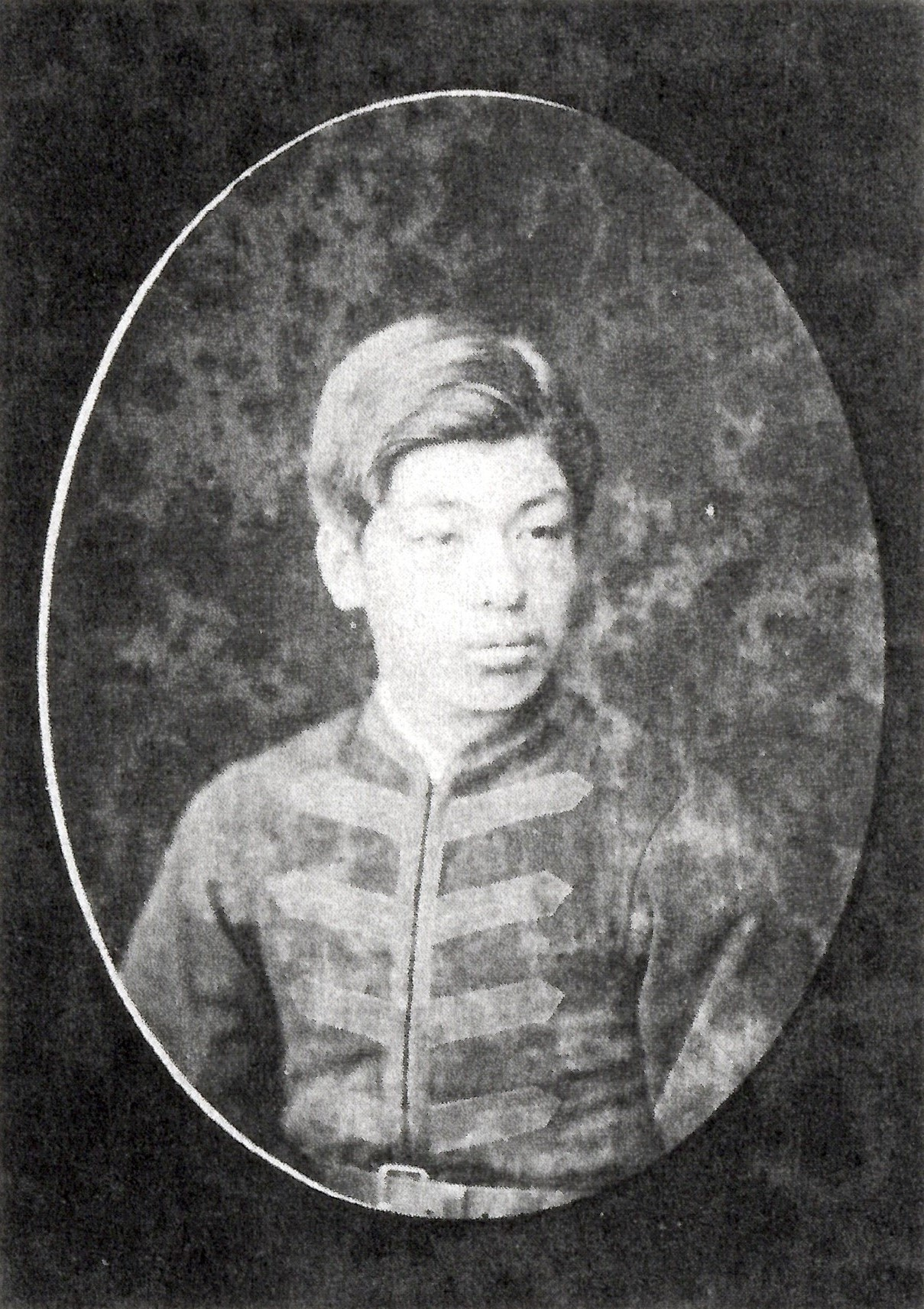
야마나 요시미치 남작

야마나 요시미치(일본어: 山名義路, 1860년 12월 15일 ~ 1940년 11월 22일)는 막말의 다이묘, 일본 제국의 화족, 정치인, 육군 군인이다. 다지마 무라오카 번 제2대 번주를 지냈다. 작위는 정3위 남작.
| 전임 야마나 요시나리 | 제2대 무라오카 번 번주 (야마나가) 1871년 | 후임 폐번치현 |